# 113ª Brigata di difesa territoriale
La 113ª Brigata autonoma di difesa territoriale (in ucraino 113-та окрема бригада територіальної оборони?, 113-ta okrema bryhada terytorial'noї oborony, unità militare А7041) è la principale unità delle Forze di difesa territoriale dell'Ucraina dell'oblast' di Charkiv, subordinata al Comando operativo "Est" delle Forze terrestri.

## Storia
La brigata è stata formata nell'estate 2018, e la prima esercitazione con oltre 2100 riservisti si è svolta fra il 28 agosto e il 6 settembre. Nel luglio 2019 si sono svolte ulteriori esercitazioni presso le basi di Charkiv e Čuhuïv.
L'unità è stata mobilitata in seguito all'invasione russa dell'Ucraina del 2022. Il 27 agosto 2022 ha ricevuto la bandiera di guerra da parte del comandante in capo delle Forze armate ucraine Valerij Zalužnyj. Insieme alla 103ª Brigata di difesa territoriale ha ricoperto un importante ruolo durante la controffensiva ucraina nella regione di Charkiv del settembre 2022, attaccando verso Čkalovs'ke e Ševčenkove, supportando l'avanzata su Balaklija e permettendo alla 25ª Brigata aviotrasportata e all'80ª Brigata d'assalto aereo di catturare Kup"jans'k. Successivamente è stata schierata nelle retrovie a est di Izjum durante l'avanzata ucraina verso Svatove. Elementi della brigata sono stati impiegati nella difesa di Bachmut all'inizio del 2023. Nel corso del 2024 la brigata è rimasta schierata lungo il confine russo nell'area fra Čuhuïv e Kup"jans'k. A metà novembre la brigata è stata schierata a supporto della 33ª Brigata meccanizzata e della 79ª Brigata d'assalto aereo, impegnate in combattimento a sud di Kurachove e trovatesi in una posizione critica in seguito alla caduta della roccaforte di Vuhledar più a sud.

## Struttura
- Comando di brigata[11]
- 120º Battaglione di difesa territoriale (Derhači, unità militare А7286)[12]
- 121º Battaglione di difesa territoriale (Zmiïv, unità militare А7287)[13]
- 122º Battaglione di difesa territoriale (Izjum, unità militare А7288)[14]
- 123º Battaglione di difesa territoriale (Kup"jans'k, unità militare А7289)[15]
- 124º Battaglione di difesa territoriale (Lozova, unità militare А7290)[16]
- 125º Battaglione di difesa territoriale (Čuhuïv, unità militare А7291)[17]
- 209º Battaglione di difesa territoriale (Bohoduchiv, unità militare А7378)[18]
- Compagnia sistemi senza pilota "Sky Riders"
- Unità di supporto

## Comandanti
- Tenente colonnello Ihor Kiforenko (2018 - 2020)[19]
- Tenente colonnello Andrij Borodin (2020 - 2021)[20]
- Colonnello Jevhen Zadorožnyj (2021 - 2024)[21]
- Colonnello Roman Tkačuk (2024 - in carica)[22]